# Шо (Златна обала)
Шо (фр. Chaux) насеље је и општина у источном делу централне Француске у региону Бургоња, у департману Златна обала која припада префектури Бон.
По подацима из 2011. године у општини је живело 440 становника, а густина насељености је износила 62,5 становника/km². Општина се простире на површини од 7,04 km². Налази се на средњој надморској висини од 374 метара (максималној 432 m, а минималној 265 m).

## Демографија
| 1962. | 1968. | 1975. | 1982. | 1990. | 1999. | 2011. |
| ----- | ----- | ----- | ----- | ----- | ----- | ----- |
| 214   | 247   | 230   | 276   | 347   | 348   | 440   |

График промене броја становника у току последњих година